# Noliba elegantula
Noliba elegantula är en insektsart som beskrevs av Bolívar, C. 1922. Noliba elegantula ingår i släktet Noliba och familjen gräshoppor. Inga underarter finns listade i Catalogue of Life.